# Žofie Pohorecká
Žofie Pohorecká, vlastním jménem Šebková (8. března 1877 Praha, Rakousko-Uhersko – 18. června 1963 Kouřim, Československo) byla spisovatelka a básnířka, překladatelka beletrie z angličtiny, polštiny a ruštiny, ale také kulturní pracovnice a publicistka.

## Životopis
Žofie Šebková se narodila v Praze v rodině hudebníka. Vystudovala „Obchodní a průmyslovou dívčí školu“ Ženského výrobního spolku v Praze. V roce 1899 si vzala za manžela lékaře Karla Pohoreckého (1870-1949). S manželem se odstěhovali do Kouřimi. Zde prožila prakticky celý život a podle dopisů Žofie přítelkyni Anně Pammrové nebylo její manželství příliš šťastné. V dopisech spolu řešily osobní problémy, život ve stáří i víru. Důležitým tématem jejich dopisů byla otázka ženské emancipace. Po smrti manžela žila Žofie Pohorecká střídavě v pohraničí, Praze i Kouřimi.

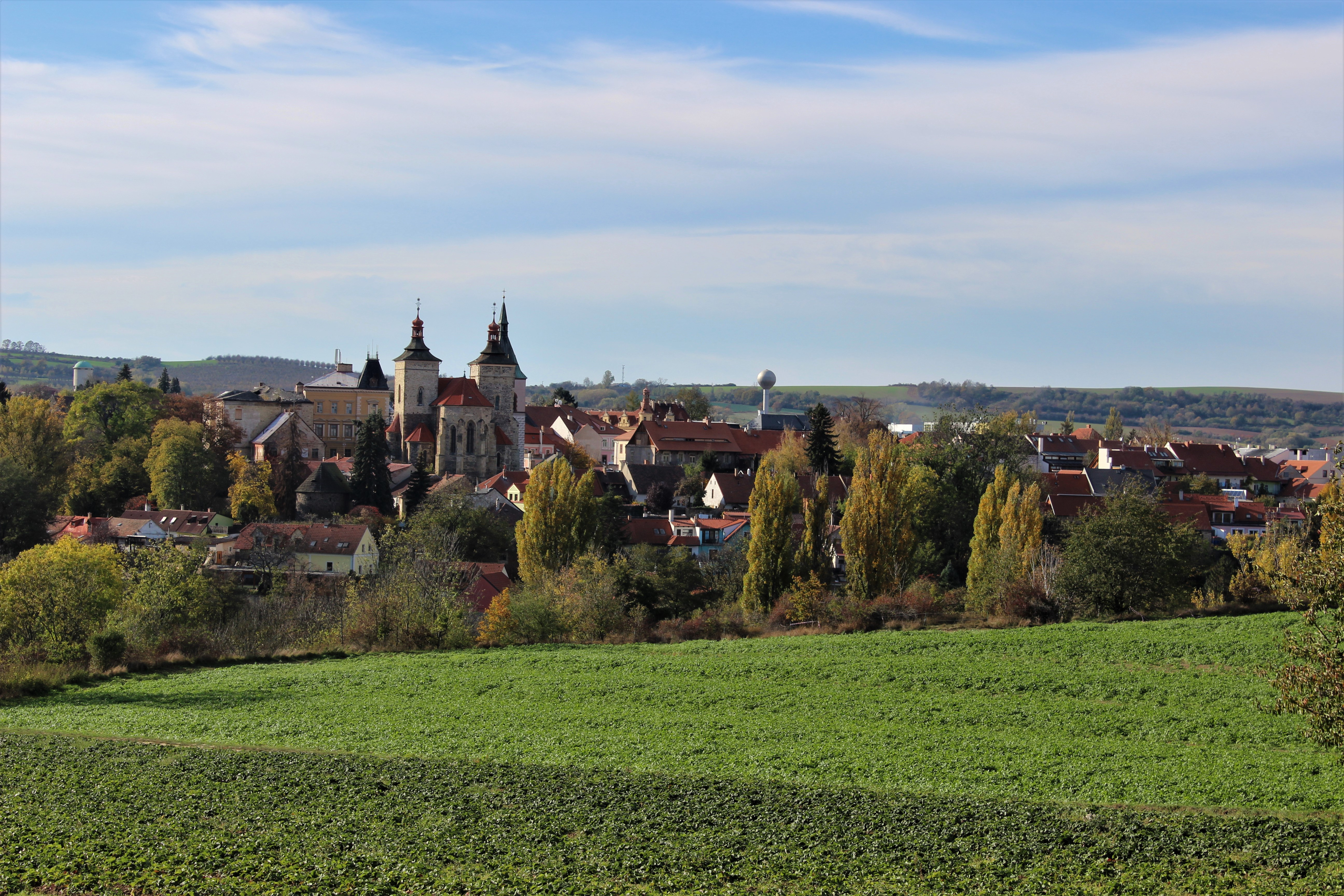
Pohled na město Kouřim

### Život v Kouřimi
V Kouřimi se zapojila do kulturní a osvětové činnosti. V roce 1820 společně s místními studenty, kteří studovali v Praze (bratry Františkem a Janem Linhartovými a Františkem Liskou), založila amatérské divadlo. V hostinci „U Černého orla“ na náměstí během prázdnin uvedli první tři vlastenecky laděné hry. Záhy se stala předsedkyní ochotnického divadelního spolku. V rámci spolku Měšťanská beseda pomáhala se založením městské knihovny, které na sklonku života věnovala vlastní rozsáhlou sbírku knih.
Zúčastnila se pořádání výstav, věnovala se i kultuře a historii města. Přednesla např. projev při otevření městského divadla v roce 1913. Pracovala také v městské samosprávě. Aktivní byla i ve spolku Českého srdce, který vznikl na podporu hladovějících dětí, sirotků a vdov.
K 70. výročí založení „zpěváckého“ spolku „Lech“ se konala 13. října 1935 slavnost, na které Žofie Pohorecká přednesla referát o činnosti spolku. Když byla 4. listopadu 1936 ve městě otevřena lidová škola hospodářská, byla zvolena členkou výboru školy. V roce 1946 absolvovala v Kolíně krátkodobý knihovnický kurz.

### Ženské hnutí
Aktivně pracovala v ženském hnutí, byla členkou České jednoty paní a dívek. Spřátelila se s Helenou Malířovou a Annou Ziegloserovou. Ta se svým manželem Janem Ziegloserem vydávala radikální a pokrokový časopis Ženský obzor. Časopis si kladl za cíl vychovávat samostatné a ekonomicky nezávislé ženy. Žofie Pohorecká se záhy stala členkou redakční rady a kmenovou spolupracovnicí. I díky ní se značně rozšířila literární část časopisu. Beletrie, kterou zde publikovala, měla ukazovat model vzájemného soužití muže a ženy, založený na citu, respektu, rovnosti a vzdělanosti.
Také se zajímala o české krajany v zahraničí. V roce 1913 v Berlíně uvedla přednášky na téma „Kulturní Čechy a jejich vztahy k ostatní Evropě“. Ve Vídni vystupovala v krajanských spolcích a pro děti vídeňských Čechů pořádala prázdninové pobyty v Československu.

### Překladatelka a spisovatelka
Žofie Pohorecká ovládala několik cizích jazyků (zejména ruštinu, angličtinu a němčinu) a tyto znalosti ji přivedly k překladatelství. Seznámila se a udržovala osobní i písemné styky s řadou českých i zahraničních osobností. Patřil mezi ně např. F. V. Krejčí, J. Kvapil, F. X. Šalda, R. Svobodová nebo B. Viková-Kunětická. Udržovala kontakty se S. Przybyszewským, D. S. Merežkovským, V. I. Němirovičem-Dančenkem, K. A. Čcheidzem a s ruskými emigranty, jejichž díla často překládala.

#### Překladatelská činnost
Jejím celoživotním zájmem bylo překladatelství. Překlady publikovala i v časopisech. Zajímala ji ruská a anglická literatura (včetně série knih pro děti o Doktorovi Dolittlovi od Hugha Loftinga), překládala také polské autory (drama S. Przybyszewského, ukázky z díla Z. Krasińskieho, C. K. Norwida aj.) Její překlady byly různorodé. Z prostředí válečného námořnictva přeložila román Císařovi kuliové, německého spisovatele Theodora Pliviera. Další překlad byl román německé spisovatelky H. Courths-Mahlerové, která byla představitelkou milostné až sentimentální literatury.
Její zájem o anglický novoromantismus se projevil překlady básní E. Barrett-Browningové a D. G. Rossettiho (vyšly v časopisech), knižně byl vydán překlad sonetů sestry Rossettiho, Christiny Georginy Rossettiové. Přeložením románu anglické feministky George Egertonové, Žofie Pohorecká potvrdila svůj feministický postoj.
Zajímala ji také anglická a americká dobrodružná a detektivní literatura. Překládala díla anglických spisovatelů: R. L. Stevensona, J. S. Fletchera, Edgara Wallace, z amerických lze jmenovat: J. F. Coopera, J. Londona, Rex Beache aj.

#### Vlastní tvorba
Vedle překladatelské činnosti se věnovala i vlastní tvorbě. Psala verše a drobné prózy, které publikovala v časopisech, jako byly Rozhledy a Ženský obzor. Inspirována literaturou napsala také dobrodružný román s detektivní zápletkou Živé masky (vydán pod pseudonymem L. Rutin). Děj je situován do prostředí anglických lordů a finančníků.

#### Překlady ruské literatury
Největší položku její tvorby představují překlady ruské literatury. Patřila mezi překladatele ediční řady „Ruská knihovna“ nakladatelství Jana Otty. Žofie Pohorecká, používající pseudonym Žofie Pohorecká-Šebková nebo Žofie Šebková se zasloužila o šíření prací předních ruských spisovatelů mezi české čtenáře.
Překládala představitele realistické a psychologické prózy, jako byli L. N. Tolstoj, A. P. Čechov, A. N. Tolstoj. Věnovala se i dobově populárním autorům (např. novely a povídky I. N. Potapenka), přeložila díla představitele ruského symbolismu a později představitele ruské emigrace, básníka, kritika a spisovatele D. S. Merežkovského. Od 20. let 20. století Žofii Pohoreckou zajímala tvorba porevoluční ruské emigrace. Mezi její překlady patří výběr povídek A. A. Jablonovského (Děti ulice; společně s V. Červinkou), román a povídky V. I. Němiroviče-Dančenka a Konstantina Alexandroviče Čcheidze, který žil delší dobu v Čechách. Z jeho ruského rukopisu přeložila většinu prací a měla zásadní podíl na jeho literární a publicistické seberealizaci (Zírající do slunce, Bouři vstříc. Kavkazský román, Země Prométheova).
Kromě beletrie přeložila i práci ruského literárního historika, profesora J. A. Ljackého – Historický přehled (obsáhlé dílo o ruské literatuře), Klasikové ruské literatury (1930) a Historický přehled ruské literatury – Staré ruské písemnictví (1937). Je podepsána pod překlady filozofa a spisovatele I. I. Lapšina, historika Evgenije F. Šmurla, filozofa a pedagoga Sergia Hessena (Světový názor a pedagogika –1937) a také Michajila M. Novikova (Ruští přírodovědci), který působil 16 let v čele Ruské národní univerzity v Praze.

### Publicistická činnost
Problematika literární, kulturně-osvětová i feministická, také události v kraji, určovaly publicistickou činnost Žofie Pohorecké. Zajímala se o tvorbu psanou ženami a uplatnila se jako literární, někdy i divadelní referentka. Psala medailonky k výročím a událostem domácí i zahraniční kultury. Přispívala do novin a časopisů, používala literární jména: Jan Pasek, L. Rutin, Vít Kerner, Žofie Šebková.
Publikovala v časopisech (výběr): Ženský svět (1924-1927), Ženský obzor (1895-1941), Zlatá Praha (1899), Cesta (1918-1926), Český deník (Plzeň 1916), Dělnická osvěta (1926), Kmen (1918-1919), Květy (1909-1910), Národní listy (1939-1941), Národní politika (1885), Novina (1908-1912), Nový kult (1900-1901), Právo lidu, Pražské noviny (1933-1937), Rozhledy (1896-1900 a 1932-1935), Venkov (1937-1940), Vesna (1897), Ženská revue (Brno 1908) atd.
Uspořádala a vydala: Výběr z pozůstalých prací Fandy Šimkové-Uzlové –1908. Redigovala společně s Josefem Borovičkou a Jaroslavem Machalou sborník: Legionáři Kouřimska bratru Václavu Konrádovi –1938.

## Odkaz
Překlady beletrie Žofie Pohorecké byly překonány modernější praxí. Byly jí vytýkány „rusismy“, jazyk a stylizační postupy přelomu 20. století a lumírovská poetika. Ale překlady věcného charakteru splnily v kulturním životě meziválečného období svoji informativní úlohu. Soupis překladů, vytvořený Žofií Pohoreckou, obsahuje také další tituly, jež nejsou bibliograficky doloženy. Některé se ale dochovaly jako rukopisy v pozůstalosti (díla Sergeje T. Aksakova, Alexandra A. Bloka, G. P. Danilevského, Mariana Gawalewicze, Leonida M. Leonova aj.).
Zemřela 18. června 1963 v Kouřimi. Její literární pozůstalost byla uložena po její smrti do Literárního archivu Památníku národního písemnictví.